# Václav Mottl
Václav Mottl (Praga, 19 maggio 1914 – Praga, 16 giugno 1982) è stato un canoista cecoslovacco.
In rappresentanza della Cecoslovacchia ha vinto la medaglia d'oro olimpica nella canoa alle Olimpiadi di Berlino 1936, in particolare nella specialità C2 10 000 metri.
Ha conquistato una medaglia di bronzo nel C2 1 000 metri ai campionati mondiali di canoa/kayak 1938.